# Les Poux
Pour l’article homonyme, voir Pou.
Les Poux (Lice Capades en VO) est le troisième épisode de la onzième saison de la série animée South Park, ainsi que le 156e épisode de l'émission.
En VO, Lice fait référence aux poux. Le titre est une parodie de l'épreuve olympique sur glace Ice Capades (Patinage artistique).
Clyde Donovan, après 11 saisons de présence, tient pour la première fois dans la série un rôle prépondérant.

## Résumé
L'école de South Park est envahie par les poux. Très vite, les élèves se soupçonnent réciproquement, ce qui provoque des tensions dans la classe. Sur la tête de Clyde, une colonie de poux a élu domicile. L'un d'entre eux, Travis, semble concerné par l'avenir de leur environnement. Les élèves de l'école subissent une vérification au cours de laquelle les poux de Clyde sont découverts. Travis alerte les siens qui ne le prennent pas au sérieux.
Clyde est traité contre son affection mais les soupçons continuent, ce qui le perturbe. Sur sa tête, la plupart des poux ont été détruits. Travis et son bébé font partie des survivants, qui tentent de rejoindre un lieu sûr. Les élèves découvrent que c'est Kenny qui avait des poux, et décident alors de lancer une campagne de lynchage contre lui.
Travis et ses compagnons découvrent la terre interdite mais l'un d'eux les trahit. Une fois débarrassés du traître, Travis et son bébé perdent tout espoir. Une mouche vient les chercher et les emmène en lieu sûr. Entretemps, les élèves conspuent Kenny avant que certains ne commencent à avouer qu'ils étaient porteurs des poux. Madame Garrison arrive et les informe qu'en réalité ils en étaient tous porteurs. Kenny ayant toutefois menti, ils le punissent quand même.